# Elenco de Falcon Crest
Esta é uma lista de atores e personagens que apareceram na série Falcon Crest exibida entre 1981 e 1990. A lista inclui as personagens mais notórias.

## Personagens principais
| Nome | Protagonizado por               | 1º episódio | Temporada(s) | Número de episódios |
| --- | ------------------------------- | ----------- | ------------ | ------------------- |
| Angela Gioberti Channing-Erikson-Stavros-Agretti | Jane Wyman                      | 1x01        | 1–9          | 210                 |
| Angela é a difícil e tirânica matriarca de Falcon Crest e uma mulher poderosa no Vale de Tuscany, sendo a personagem principal da série. Com duas filhas – Julia e Emma – do seu primeiro casamento com Douglas Channing, acaba por se casar mais três vezes. Determinada em preservar e expandir Falcon Crest aos seus herdeiros, combate ferozmente quaisquer desafios, com o seu sobrinho Chase e o alegado filho ilegítimo de Douglas, Richard, provando ser o seu adversário mais formidável. Angela casa-se com o seu advogado, Philip Erikson, mas pouco depois acaba viúva. Mais tarde casa-se com uma paixão antiga, o bilionário Peter Stavros apesar do casamento ter sido de curta duração e mais tarde casa com o seu amigo de longa data, Frank Agretti. Angela quase que morreu graças a Charlie St. James, que tentou asfixiá-la com uma almofada. Ficou em coma durante vários meses até ter tido uma recuperação total e regressar a casa. Jane Wyman apareceu em quase todos os episódios da série, durante oito temporadas, mais os dois primeiros episódios e os três últimos da nona temporada, num total de 210 dos 227 episódios da série, faltando apenas 19 episódios (maioritariamente na temporada final) devido a problemas de saúde. |                                 |             |              |                     |
| Chase Gioberti | Robert Foxworth                 | 1x01        | 1–6          | 155                 |
| Um ex-piloto de aviação comercial e veterano da Guerra do Vietname, Chase regressa ao Vale de Tuscany após a morte do seu pai. Tendo herdado algumas porções de terra do seu pai, Chase encontra-se determinado em reformular e ficar à frente da produção das vinhas, que faz com que entre em conflito com a sua tia Angela. A natureza misteriosa da morte do seu pai faz com que, eventualmente, se torne dono de metade de Falcon Crest, com muita pena de Angela. Ao longo da série, Chase é alvejado duas vezes e mais tarde desaparece nas águas da Baía de São Francisco (Robert Foxworth deixa a série em 1987). |                                 |             |              |                     |
| Lancelot "Lance" Cumson | Lorenzo Lamas                   | 1x01        | 1–9          | 227                 |
| Lance é filho de Julia e neto e herdeiro de Angela. Um belo jovem playboy, aproveita a os prazeres da vida mas também é usado por Angela como seu homem de confiança nos seus esquemas. Por um curto período de tempo, Lance trabalhou no jornal do seu avô. A sua avó força-o a casar-se com Melissa Agretti apenas para conseguir obter as Vinhas Agretti, adjacentes a Falcon Crest. Após divorciar-se de Melissa, Lance casa-se em seguida com a enteada de Richard, Lorraine, que morre mais tarde. Após relações com a cantora Apollonia e um segundo casamento com Melissa (que mais tarde morre num incêndio), Lance casa-se finalmente com Pilar Ortega, filha do chefe que tratava das vinhas. Lorenzo Lamas é o único ator a aparecer nos 227 episódios da série. |                                 |             |              |                     |
| Cole Gioberti | William R. Moses                | 1x01        | 1–6          | 140                 |
| Filho adulto de Chase e Maggie, Cole apoia o pai na sua nova aventura na gestão das vinhas, mantendo a sua ambição em se tornar arqueólogo como o seo avô materno, Paul Hartford. Apaixona-se por Melissa Agretti e é pai de um filho com ela, Joseph. Após o divórcio de Lance e Melissa, Cole casa-se com elas mas o casamento dura pouco tempo. Mais tarde, Cole tem uma criança com a prima de Melissa, Robin, que concorda em ser uma mãe substituta no casal mas mantém a sua filha (Hope) consigo. Cole deixa o Vale de Tuscany para a Austrália em 1986 mas ainda é visto em 1987 quando Melissa e Joseph o vão visitar. |                                 |             |              |                     |
| Victoria “Vickie” Gioberti Hogan-Stavros | Jamie Rose e Dana Sparks        | 1x01        | 1–3; 6-8     | 97                  |
| Filha de Chase e Maggie, inicialmente encontra-se relutante em sair de Nova Iorque para o Vale de Tuscany e tem pouca sorte com homens na sua vida íntima. Em 1983, casa-se com Nick Hogan que se descobre que a estava a usar. Após a dissolução do casamento, Vicki decide sair do Vale. Regressa três anos mais tarde (num papel agora feito pela atriz Dana Sparks), mais adulta mas ainda escolhendo os homens errados. Eventualmente acaba por se casar com o enteado de Angela, Eric Stavros, mas o casamento é turbolento e não dura muito tempo. Mais tarde, decide sair do Vale de vez quando o pai de Eric, Peter, lhe implora para ajudar Eric após ele ter um esgotamento nervoso e ser institucionalizado. Presumivelmente, acaba por ir para a Austrália perto do seu irmão Cole. |                                 |             |              |                     |
| Julia Gioberti Channing Cumson | Abby Dalton                     | 1x01        | 1–6          | 98                  |
| A filha mais velha de Angela e a mãe de Lance e do Padre Christopher (um filho que julgava que havia nascido morto). Julia trabalha como enóloga em Falcon Crest mas é constantemente oprimida pela sua mãe dominadora, que havia conseguido afastar o seu marido, Tony Cumson. Teve um caso com Carlo Agretti e mata-o por forma a proteger Falcon Crest de cair nas suas mãos. Quando confrontada com o seu primeiro assassinato, ela tira uma arma e acaba matando a mãe de Chase, Jacquelline Perrault, durante a luta para se libertar de quem a queria prender. Inicialmente foi condenada a prisão perpétua sem possibilidade de custódia mas foi mais tarde considerada incapaz e foi institucionalizada. Após escapar do hospital psiquiátrico para matar Angela pelos anos que controlou a sua vida, ela morre presumívelmente numa cabana em chamas quando um substituto do Xerife atira contra si mas acerta numa lamparina de petróleo. Regressa no ano seguinte, tendo conseguido encontrar uma saída da cabana antes que fosse tarde demais. Decide ir para um convento no estado de Oregon e a sua pena foi mais tarde diminuída. Sofreu de cegueira histérica após um terramoto no Vale de Tuscany e regressou ao convento, contudo, nunca mais sendo vista em Falcon Crest novamente. Foi mencionada algumas vezes, apesar de tudo, e Emma, estando grávida, decide ir visitá-la perto do final da série. |                                 |             |              |                     |
| Maggie Hartford Gioberti-Channing | Susan Sullivan                  | 1x01        | 1–9          | 207                 |
| Mulher de Chase, Maggie é uma escritora freelancer que apoia o marido no seu esforço em construir uma vida nova para si e para a sua família no Vale de Tuscany. Uma mulher calorosa mas muito determinada, Maggie torna-se a empática heroína da série. Maggie casa mais tarde com Richard Channing após a morte de Chase, mas o casamento não corre muito bem e acaba por sofrer de alcoolismo enquanto ficou casada com ele. Susan Sullivan apareceu em todos os episódios da série por oito temporadas mais os dois episódios da última temporada, na altura em que Maggie se afogou numa piscina. |                                 |             |              |                     |
| Emma Gioberti Channing Karlotti-Cabot-St. James | Margaret Ladd                   | 1x01        | 1–9          | 193                 |
| A filha mais nova de Angela, teve um papel determinante na morte acidental do seu tio Jason e tornou-se emocionalmente frágil desde então. Apesar disso, Emma tem bom coração e é muito doce, apesar de ter aprendido com o tempo a resistir às tentativas de controle por parte da mãe. Muito infeliz no amor, as suas relações com homens terminam sempre em tragédia ou com o coração partido. Acaba por ter uma filha, Angela, em homenagem à sua mãe. |                                 |             |              |                     |
| Chao-Li | Chao-Li Chi                     | 1x01        | 1–9          | 213                 |
| O leal mordomo e motorista de Angela. |                                 |             |              |                     |
| Phillip Erikson | Mel Ferrer                      | 1x01        | 1–3          | 55                  |
| Advogado sem escrúpulos de Angela, que se torna mais tarde no seu segundo marido. Philip consolida a sua carreira ao favorecer a reputação de Angela no controlo do Vale de Tuscany. Morre pouco tempo depois de se ter casado com ela, numa cidente de avião que também mata Dr. Michael Ranson e Linda Caproni. |                                 |             |              |                     |
| Melissa Agretti Cumson-Gioberti | Delores Cantú e Ana Alicia      | 11x01       | 1–8          | 131                 |
| Melissa é a mal-humorada e egoísta herdeira das Vinhas Agretti. Concorda num casamento por conveniência com Lance por forma a obter controlo de Falcon Crest. Melissa é a mãe de Joseph Gioberti, resultado de um caso que teve com Cole Gioberti, com quem mais tarde se casa. Ana Alicia junta-se ao elenco perto do final da primeira temporada (substituindo Delores Cantu, que protagoniza o papel apenas por um episódio) e sai da série no início da oitava temporada quando Melissa morre num incêndio. No entanto, a atriz volta para alguns episódios mais tarde na temporada oito, protagonizando uma mulher semelhante a Melissa, Samantha Ross. |                                 |             |              |                     |
| Richard Channing | David Selby                     | 1x02        | 2–9          | 209                 |
| Um implacável homem de negócios, Richard aparece inicialmente como o filho ilegítimo do ex-marido de Angela, Douglas Channing, tendo herdado metade do jornal do seu pai, o San Francisco Globe. Richard prova ser um admirável adversário, tanto de Angela como de Chase, e mais tarde até acaba por conseguir obter um terço da propriedade de Falcon Crest. Desejoso de vingança por ter sido expulso quando criança, descobre-se mais tarde que Richard é afinal, o filho de Angela que havia sido dado como morto quando nasceu, pelos médicos que lhe haviam feito o parto. É pai de Michael Channing, derivado do seu relacionamento com a mulher de negócios Cassandra Wilder. É vítima de chantagem para se casar com Terry Hartford Ranson (irmã de Maggie) e mais tarde acaba por se casar com a própria Maggie. Após a morte de Maggie, casa-se com a prima em segundo grau de Maggie, Lauren Daniels. Após entrar na série em 1982, o ator David Selby apareceu em todos os episódios até ao final em 1990. |                                 |             |              |                     |
| Terry Hartford McCarthy-Ranson-Channing | Laura Johnson                   | 08x03       | 3–5          | 80                  |
| A irmã mais nova de Maggie. Bonita mas maléfica, é uma antiga rapariga de programa que promove escândalos no Vale de Tuscany na tentativa de subir de prestígio na sociedade. Após casar-se com o primo de Richard, Michael Ranson, ela herda a sua fortuna após a sua morte no acidente de avião no final da terceira temporada e mais tarde chantageia Richard para se casar consigo. No entanto, é morta pouco tempo depois num terramoto que abalou o Vale. |                                 |             |              |                     |
| Pamela Lynch | Sarah Douglas e Martine Beswick | 01x03       | 3–5          | 52                  |
| Assistente pessoal de Richard, com quem ele tem um breve caso e antiga trabalhadora da organização mafiosa, O Cartel. Capaz de ser implacável e intriguista, também tinha um lado meigo e gostava especialmente da enteada de Richard, Lorraine Prescott. Após descobrir que Richard gravava todas as conversas que ele tinha no seu escritório, e no dela, Pamela trai-o ao dar uma cassete a Maggie, que provava a inocência de Lance na tentativa de assassinato de Angela. Ela também obtém controlo de umas vinhas que Angela, Richard e Chase queriam e tem um lucro de 10 milhões por as vender ao preço mais alto. Como vingança, Richard entrega o seu ficheiro à Interpol e ela, depois, tenta matá-lo ao explodir com a sua casa, ferindo-o mais a Maggie. Por forma a evitar a sua captura, realiza uma cirurgia plástica para mudar a sua aparência física. |                                 |             |              |                     |
| Gregory "Greg" Andrew Reardon | Simon MacCorkindale             | 01x04       | 4–6          | 59                  |
| Um perspicaz advogado britânico que trabalha para Angela apesar de reprovar muitos dos seus métodos. Primeiro persegue Melissa Agretti e depois envolve-se com Terry Hartford. Após descobrir que ela trabalhava para Richard Channing, mais tarde envolve-se com a advogada Jordan Roberts com quem acaba por sair do Vale. |                                 |             |              |                     |
| Gustav Riebmann | Paul Freeman                    | 01x04       | 4            | 19                  |
| O filho de um criminoso de guerra nazi, torna-se presidente do sinistro Cartel após assassinar o próprio pai. Muda-se para o Vale de Tuscany por forma a obter controlo de Falcon Crest, sabendo que havia um tesouro precioso enterrado ali há décadas. Gustav e o seu assistente, Renee, morrem os dois numa cave. |                                 |             |              |                     |
| Padre Christopher Rossini | Ken Olin                        | 01x05       | 5            | 17                  |
| Padre e filho ilegítimo de Julia Cumson e do falecido Dominic Rossini. Julia ficou grávida de Christopher quando era apenas uma adolescente, na altura em que Angela correu com Dominic do Vale. Após nascer, Angela disse a Julia que o bebé tinha morrido e deixou-o aos cuidados num orfanato católico em Marysville, estado do Connecticut. Quando a mulher de Dominic, Anna, e a sua filha, Cassandra, regressam ao Vale anos mais tarde em busca de vingança pelo que Angela alegadamente fez à sua família, Angela foi forçada a dizer a Christopher que ele era seu neto. |                                 |             |              |                     |
| Peter Stavros | Cesar Romero                    | 03x05       | 5–8          | 51                  |
| Industial bilionário grego, e paixão antiga de Angela, que a ajuda a obter Falcon Crest de volta da família Rossini. Torna-se o terceiro marido de Angela. |                                 |             |              |                     |
| Eric Stavros | John Callahan                   | 20x05       | 5-7          | 66                  |
| Filho playboy de Peter Stavros, que primeiro namora Melissa mas que acaba por se casar com Vickie Gioberti. Ele sofre uma lavagem cerebral pel’Os Treze para que matasse Richard Channing mas mais tarde é institucionalizado. |                                 |             |              |                     |
| Daniel "Dann" Fixx | Brett Cullen                    | 04x06       | 6-7          | 53                  |
| Filho de Tucker Fixx e a sua primeira mulher, Elizabeth Bradbury, antigos conhecidos de Angela. Mais tarde torna-se protetor e amigo de Angela. |                                 |             |              |                     |
| Frank Agretti | Rod Taylor                      | 18x07       | 7-9          | 31                  |
| Tio de Melissa, Robin e Chris Agretti e pai de Nick Agretti. É um amigo de Angela e torna-se o seu quarto marido, num casamento por conveniência – para ajudá-la a sair da ala psiquiátrica para poder viver sob sua tutela. |                                 |             |              |                     |
| Nicholas "Nick" Agretti | David Beecroft                  | 03x08       | 8            | 20                  |
| Filho de Frank Agretti com a sua ex-mulher, Claire. Primo de Melissa, torna-se o gestor da sua herança (Falcon Crest e as Vinhas Agretti) após a sua morte até Jospeh completar vinte e um anos de idade. O filho adolescente de Nick, Ben, é resultado da sua anterior relação com a herdeira italiana Anna Cellini, apesar do pai tirânico de Anna nunca ter aprovado Nick, ele quer reclamar Ben como seu neto. Angela usa Ben para chantagear Nick em assinar Falcon Crest de novo para si. |                                 |             |              |                     |
| Pilar Ortega Cumson | Kristian Alfonso                | 15x08       | 8-9          | 44                  |
| Antiga namorada de adolescência de Lance Cumson, que se torna mais tarde sua mulher. O seu pai, Cesar, é o capataz das vinhas de Falcon Crest. |                                 |             |              |                     |
| Lauren Sharpe Daniels-Channing | Wendy Phillips                  | 03x09       | 9            | 20                  |
| Prima em segundo grau de Maggie, e interesse romântico de Richard, que mais tarde se torna sua mulher. |                                 |             |              |                     |
| Michael Sharpe | Gregory Harrison                | 01x09       | 9            | 22                  |
| Primo em segundo grau de Maggie, e irmão de Lauren, um implacável homem de negócios e opositor de Richard Channing na batalha pelo controlo de Falcon Crest. |                                 |             |              |                     |
| Genele Ericson | Andrea Thompson                 | 04x09       | 9            | 19                  |
| Cunhada homicida de Frank Agretti que acaba por se envolver com Michael Sharpe. |                                 |             |              |                     |

## Personagens recorrentes[1][2][3][4]
Joseph Gioberti (Jason Goldberg)
1983-1987
Joseph é o filho de Melissa Agretti e de Cole Gioberti. Apesar de Melissa já se encontrar grávida de Joseph pela altura em que casou com Lance, tornou-se público que Cole era o pai biológico e seguiu-se uma batalha implacável pela sua custódia. Angela, mais tarde, convence Melissa a deixar Joseph com Cole como troca de Chase dar a sua metade de Falcon Crest após uma disputa legal. Melissa concorda na condição de se tornar a única herdeira de Angela. Anos mais tarde, quando Melissa se tornou bastante instável, Joseph foi eventualmente viver com Cole na Austrália.
Douglas Channing (Stephen Elliott)
1981-1982
Distante primeiro marido de Angela e pai de Julia, Emma e Richard. É o dono do jornal San Francisco Globe e após a sua morte, transmite metade das suas ações para o seu filho, supostamente ilegítimo, Richard.
Tony Cumson (John Saxon e Robert Loggia)
1982, 1986-1988
Marido de Julia e pai de Lance que foi expulso por Angela.
Padre Bob (Bob Curtis)
Padre católico e confidente e amigo de Angela.
Carlo Agretti (Carlos Romero)
1982
Pai rico de Melissa, irmão de Frank Agretti, dono das Vinhas Agretti. É morto por Julia Cumson.
Anna Gioberti (Vanna Salviati)
1982
Uma familiar distante dos Gioberti que dá a Cole uma coleção de cartas misteriosas que reforça a tom amargo e contínuo entre Angela e Jason.
Gus Nunouz (Nick Ramus)
1981-1982
Capataz nas vinhas e amigo de Chase.
Mario Nunouz (Mario Marcelino)
1982
Filho de Gus que se envolve com Vicki Gioberti. Muda de cidade com a sua mãe, Alicia, após a morte do seu pai.
Alicia Nunouz (Silvana Gallardo)
1982
Mulher de Gus e mãe de Mario. Muda de cidade com o seu filho após a morte do marido.
Diana Hunter (Shannon Tweed)
1982-1983
Assistente pessoal de Richard Channing que trabalha para o sinistro Cartel.
Darryl Clayton (Bradford Dillman)
1982-1983
Produtor de filmes que trabalha com Maggie num roteiro que ela está a escrever, mas é na verdade parte de um plano de Angela para destruir o casamento de Chase.
Katherine Demery (Joanna Cassidy)
1982
Dona de uma pequena propriedade vinícola que tem um breve envolvimento sexual com Cole Gioberti, muito mais novo que ela antes de sair do Vale.
Nick Hogan (Roy Thinnes)
1982-1983
Primeiro marido de Vickie Gioberti que se casa com ela pela fortuna da sua família. Mais tarde ele foi exposto e Vickie termina o casamento.
Sheila Hogan (Katherine Justice)
1982-1983
Antiga mulher de Nick Hogan, com quem ainda se encontra secretamente envolvida enquanto este se casa com Vickie.
Amanda Croft (Anne Jeffreys)
1982-1983
Interesse amoroso de Phillip Erikson
Linda Caproni Gioberti (Mary Kate McGeehan)
1983-1984
Primeira mulher de Cole Gioberti que morre num acidente de avião.
Vince Caproni (Hary Basch)
1983-1984
Pai de Linda que desaprova o seu casamento com Cole Gioberti. Após a morte da sua filha, sai do Vale para ir viver com familiares.
Joel McCarthy (Parker Stevenson)
1984-1985
Ex-marido de Terry Hartford, sem escrúpulos e dependente de droga. Vai para o Vale para chantagear Terry de que o seu casamento nunca foi anulado (significando que o seu casamento com Michael Ranson nunca foi legal). É pago por Melissa para culpar Lance da tentativa de matar Angela.
Lorraine Prescott Channing Cumson (Kate Vernon)
1984-1985
Enteada de Richard Channing e interesse amoroso de Lance. Apesar de tanto Richard como Angela desaprovarem o seu relacionamento, Lorraine casa-se com Lance após ficar grávida mas ela acaba por morrer após uma queda.
Charlotte Pershing (Jane Greer)
1984
Mãe biológica de Maggie que a deu para adoção pouco depois de nascer. Ela tem um vício com o jogo que Angela usa em seu proveito.
Connie Gianinni (Carla Borelli)
1985
A bela dona das Vinhas Gianinni, começa por trabalhar com Chase, por quem se sente atraída.
Damon "Ross" Rossini (Jonathan Frakes)
1984-1985
Irmão de Cassandra Wilder, filho de Anna e Dominic Rossini. Damon trabalha para a sua irmã na Wilter Advertising, uma agência de publicidade em São Francisco, onde ambos trabalham para tomar Falcon Crest e arruinar Angela pelos alegados crimes contra a sua família. Namora brevemente com Emma, que acaba por dissuadi-lo de ter parte na tomada final.
Robin Agretti (Barbara Howard)
1985-1986
Prima de Melissa, filha de Philip e Theresa Agretti. Robin vem visitar Melissa e mais tarde concorda em ajudá-la mais a Cole em ser mãe substituta uma vez que Melissa não podia ter mais filhos. Contudo, Robin fica atraída por Cole e enfraquece o casamento deles a cada oportunidade. Quando ela dá à luz uma filha, Hope, ela sai do Vale com a criança, determinada em Melissa nunca a criar. O pai de Robin, Philip, havia falecido pouco tempo antes de Robin ter regressado ao Vale.
Apollonia (Apollonia Kotero)
1985-1986
Uma cantora que se envolve romanticamente com Lance. Quando a sua carreira tem uma grande melhoria, sai de São Francisco.
Dwayne Cooley (Daniel Greene)
1985-1986
Um fogoso motorista de camiões que se apaixona por Emma Channing. Mais tarde vai para a distribuição de vinho com Chase. Dwayne e Emma tem tenções de se casar (apesar de Angela ser contra) mas ele é morto pelo terramoto que devasta o Vale em 1986.
Jeff Wainwright (Edward Albert)
1986
Agente de publicidade de um livro escrito por Maggie Gioberti mas cujo interesse por ela toma proporções perturbadoras. Mais tarde começa a segui-la, rapta-a e viola-a.
Li-Ying Chi (Rosalind Chao)
1986
Filha de Chao-Li que vai ao Vale de Tuscany para visitar o pai. Li-Ying trabalha como sismóloga e previu o terrível terramoto que ocorreu no Vale de Tuscany.
Erin Jones (Jill Jacobson)
1985-1986
Uma mulher sem escrúpulos que trabalha secretamente para Angela (como infetar as vinhas de Chase com parasitas). Mais tarde, ela trabalha para Richard Channing, tenta enganá-lo mas o seu plano não é bem sucedido. É responsável por alvejar Chase Gioberti.
Meredith Braxton (Jane Badler)
1986-1987
Irmã de Erin Jones e assistente de Richard após a morte da sua irmã. Depois de ser destratada por ele, acaba por trabalhar com ele e fornece a Angela informações suas preciosas que o poderiam destruir.
Guy Stafford (Jeff Kober)
1986
Assassino contratado para matar Kit Marlowe.
Vince Karlotti (Marjoe Gortner)
1986-1987
Um charlatão que faz de médium psíquico que coloca Emma Channing sob o seu feitiço. Quando se casa com ela, descobre-se mais tarde que era poligâmico.
Francine Hope (Melba Moore)
1987
Uma advogada especializada em adoção que tenta ajudar Maggie a descobrir o seu bebé.
Gabrielle Short (Cindy Morgan)
1987-1988
Interesse romântico de Chase logo após o fim do seu casamento com Maggie.
Dina Wells (Robin Greer)
1986-1987
Interesse romântico de Lance que fica lesionada após uma corrida automóvel e é morta por uma enfermeira psicótica. Robin Greer e Lorenzo Lamas estiveram na vida real noivos mas separaram-se em 1987. A sua relação em câmaras seguiu o mesmo destino.
Garth (Carl Held)
1986-1989
Assistente pessoal e chefe de segurança de Richard Channing.
John Remick (Ed Marinaro)
1987
Veterano da Guerra do Vietname e velho amigo de Chase que visita Maggie após a morte do seu amigo.
Carly Fixx (Mariska Hargitay)
1987-1988
Suposta meia-irmã de Dann Fixx que se sente atraída por ele. Quando se descobre que não são família, eles envolvem-se  e acabam por sair do Vale. Durante a sua estadia, Carly tornou-se grande amiga de Angela.
Benjamin "Ben" Agretti (Brandon Douglas)
1988-1989
Filho de Nick Agretti e Anna Cellini.
Anna Cellini (Assumpta Serna)
1988-1989
Uma velha paixão de Nick Agretti e mãe do seu filho, Ben. A sua relação com Nick foi tomultuada pelo seu pai manipulador e tirânico. Anna vem ao Vale de Tuscany para restabelecer contacto com Nick e Ben quando descobre que tem uma doença terminal.
Cesar Ortega (Castulo Guerra)
1988-1989
Pai de Pilar Ortega que trabalha como capataz em Falcon Crest. Cesar deixa o Vale com os seus dois filhos para viver ao pé da sua irmã, Mercedes.
Mercedes Vargas (Martha Velez)
1988
Tia de Pilar Ortega que está secretamente a criar a filha de Pilar, Lisa.
Thomas "Tommy" Ortega (Dan Ferro)
1988-1989
Irmão de Pilar Ortega que vai trabalhar para o jornal Tuscany Herald e se atrai por Maggie. Tommy acaba por sair do Vale com o seu pai, Cesar, e o seu irmão Gabriel para viverem ao lado da tia, Mercedes.
Gabriel Ortega (Danny Nucci)
1988-1989
Irmão mais novo de Pilar Ortega que se torna amigo de Ben Agretti.
Christopher "Chris" Agretti (Chris Young)
1989
Sobrinho de Frank e Carlo (de um irmão Agretti de ambos já falecido), que se envolve com Sydney antes de ser morto pelo marido desta, Ian St. James.
Charley St. James (Mark Lindsay Chapman)
1989-1990
Dissimulado vilão que manipula os sentimentos de Emma e tenta matar Angela.
Ian St. James (David Hunt)
1989-1990
Irmão de Charley St. James que é responsável pela morte do marido de Emma, R.D. Young (conhecido como Daniel Cabot) e pelo sobrinho de Frank Agretti, Chris.
Sydney St. James (Carla Gugino)
1989-1990
Jovem mulher de Ian St. James que tem um caso com Chris Agretti.
Danny Sharpe (David Sheinkopf)
1989-1990
Jovem teimoso que acredita que Michael Sharpe é seu pai mas mais tarde acaba por descobrir que o seu verdadeiro pai é Richard Channing.
Walker Daniels (Robert Ginty)
1989-1990
Instável marido de Lauren Daniels.

## Convidados especiais[1][2][3][4]
| Nome | Protagonizado por | 1º episódio | Temporada | Número de episódios |
| --- | ----------------- | ----------- | --------- | ------------------- |
| Jacqueline Ranson Gioberti-Sharmon-Perrault | Lana Turner       | 12x01       | 2         | 6                   |
| Extravagante mãe de Chase e grande inimiga de Angela. Foi co-fundadora do Cartel. Anos antes, Jacqueline teve um caso com o marido de Angela, Douglas Channing e mais tarde conta Richard que era a sua mãe – apesar de mais tarde se descobrir que isso não era verdade. Quando foi revelado que Julia Cumson fora quem havia matado Carlo Agretti, esta começa a disparar e acaba matando Jacqueline. |                   |             |           |                     |
| Dr. Michael Ranson | Cliff Robertson   | 01x03       | 3         | 28                  |
| Sobrinho de Jacqueline e primo de Chase que começa a trabalhar como neuro-cirurgião no hospital do Vale de Tuscany. Mais tarde casa-se com Terry Hartford mas é morto num acidente de avião que também vitimara Philip Erikson e Linda Caproni. |                   |             |           |                     |
| Francesca Gioberti | Gina Lollobrigida | 07x04       | 4         | 5                   |
| Meia-irmã italiana de Angela que visita o Vale de Tuscany reclamando uma parte de Falcon Crest, que mais tarde vende a Richard. |                   |             |           |                     |
| Paul Hartford | Andrew Duggan     | 03x04       | 4         | 4                   |
| O pai de Maggie e de Terry, arqueólogo. Paul adotara Maggie com a sua falecida esposa, Margaret. |                   |             |           |                     |
| Cassandra Wilder | Anne Archer       | 20x04       | 4-5       | 22                  |
| Uma fria, calculista mulher de negócios que se envolve com Richard. Mais tarde consegue ganhar o controlo de Falcon Crest que pretende destruir devido aos crimes de Angela contra a sua família. Filha de Anna Rossini, irmã de Damon Ross (Rossini), meia-irmã do Padre Christopher Rossini. Cassandra fica grávida de Richard (Michael) mas morre no parto. |                   |             |           |                     |
| Anna Rossini | Celeste Holm      | 30x04       | 4-5       | 6                   |
| Uma viúva amarga com contas a acertar com Angela. Mãe de Cassandra Wilder e de Damon Ross. Foi institucionalizada após ter tentado matar Angela ao ter incendiado Falcon Crest, como parte do seu plano de vingança por Angela ter, supostamente, feito com que o seu falecido marido tivesse cometido suicídio. Consciente mas em negação do caso que o seu marido havia tido com Julia Cumson, que levou ao nascimento de Christopher Rossini.                                                                  |                   |             |           |                     |
| Jordan Roberts | Morgan Fairchild  | 01x05       | 5         | 29                  |
| Uma deslumbrante advogada que trabalha para Richard Channing e o ajuda a reconstruir o seu império após ele perder a sua parte de Falcon Crest e ir à falência. Apesar de ser uma forte e inteligente mulher, Jordan esconde um segredo pois sofre de uma desordem de múltipla personalidade devido aos anos em que fora abusada às mãos do seu pai que a molestava enquanto criança. Mais tarde envolve-se com Greg Reardon e, após receber tratamento adequado à sua condição, os dois saem do Vale de Tuscany. |                   |             |           |                     |
| Kit Marlowe/Skyler Stavros | Kim Novak         | 01x06       | 6         | 19                  |
| Uma mulher com um passado sombrio que faz-se de enteada de Peter Stavros. Causa sofrimento quando chega ao Vale de Tuscany e é perseguida pelo bandido Roland Saunders, que tem o objetivo de a matar. É morto por Peter Stavros. Kit acaba por se envolver com o pai de Lance, Tony, e os dois vão viver com Peter para a sua ilha privada, para depois se separarem. |                   |             |           |                     |
| Roland Sauders | Robert Stack      | 19x06       | 6         | 5                   |
| Criminoso e mafioso que tem o objetivo de matar Kit Marlowe. É morto por Peter Stavros. |                   |             |           |                     |
| Nicole Sauget | Leslie Caron      | 01x07       | 7         | 3                   |
| Rica mulher francesa e amiga antiga de Chase que se dirige ao Vale após a sua morte reivindicando que lhe havia emprestado trinta milhões de dólares. |                   |             |           |                     |
| Liz McDowell | Lauren Hutton     | 09x07       | 7         | 4                   |
| Uma mulher de negócios que trabalha com Richard ao mesmo tempo que tem desejos por ele. |                   |             |           |                     |
| Carlton Travis | Eddie Albert      | 06x07       | 7         | 3                   |
| Vilão cujos negócios com Angela e Richard se tornaram mortais. |                   |             |           |                     |
| Lillian Nash Darlington | Eve Arden         | 08x07       | 7         | 1                   |
| Uma anfitriã da sociedade de Washington, D.C. e esposa do juiz do Supremo Tribunal a quem Angela pede ajuda para lidar com Carlton Travis. |                   |             |           |                     |
| Rosemont | Roscoe Lee Browne | 18x07       | 7         | 10                  |
| O líder aparente d’Os Treze, um grupo de homens de negócios corruptos com quem Richard acaba por se enredar. Ele e Os Treze são, mais tarde, eliminados por John Remick, seguindo ordens do seu irmão, o Senador dos Estados Unidos Peter Ryder. |                   |             |           |                     |
| Madame Malec | Ursula Andress    | 14x07       | 7         | 3                   |
| Uma mulher exótica com quem Richard Channing tem negócios por forma a resgatar Vickie Gioberti de uma rede de tráfico branco. Mais tarde é encontrada morta na cama de Richard. |                   |             |           |                     |